# Future Hearts
Future Hearts es el sexto álbum de la banda estadounidense de rock All Time Low, lanzado el 7 de abril de 2015 bajo la discográfica Hopeless Records. El primer sencillo del álbum, «Something's Gotta Give», fue presentado en la Radio BBC el 12 de enero de ese año. Todas las copias físicas del álbum contienen cinco de veinte fotos en polaroid coleccionables, así como bonus tracks, artwork expandido y una portada alternativa en las ediciones deluxe.
El álbum cuenta con la participación de Mark Hoppus de Blink 182 y de Joel Madden de Good Charlotte.
Debutó en el puesto número 2 del Billboard 200, vendiendo 75,000 copias en su primera semana, y en el número 1 en el Reino Unido. Recibió generalmente críticas favorables de parte de especialistas, quienes destacaron la nueva dirección musical tomada por la banda, pero criticaron la falta de cohesión.

## Lista de canciones
| Standard edition |                                 |                                             |          |  |
| N.º              | Título                          | Productor(es)                               | Duración |  |
| 1.               | «Satellite»                     | John Feldmann Alex Gaskarth                 | 2:24     |  |
| 2.               | «Kicking & Screaming»           | Mike Green Feldmann                         | 3:26     |  |
| 3.               | «Something's Gotta Give»        | Feldmann Gaskarth                           | 3:09     |  |
| 4.               | «Kids in the Dark»              | Green Rian Dawson                           | 3:36     |  |
| 5.               | «Runaways»                      | Feldmann Gaskarth                           | 3:34     |  |
| 6.               | «Missing You»                   | Feldmann Gaskarth Zakk Cervini Matt Pauling | 4:04     |  |
| 7.               | «Cinderblock Garden»            | Feldmann Gaskarth Jason Gaviati             | 3:35     |  |
| 8.               | «Tidal Waves» (con Mark Hoppus) | Feldmann Gaskarth                           | 4:09     |  |
| 9.               | «Don't You Go»                  | Feldmann Gaskarth                           | 3:05     |  |
| 10.              | «Bail Me Out» (con Joel Madden) | Feldmann Gaskarth                           | 3:32     |  |
| 11.              | «Dancing with a Wolf»           | Green Dawson                                | 3:39     |  |
| 12.              | «The Edge of Tonight»           | Feldmann Gaskarth                           | 3:51     |  |
| 13.              | «Old Scars / Future Hearts»     | Feldmann Gaskarth                           | 3:26     |  |

| Deluxe edition bonus tracks |                                 |          |  |
| N.º                         | Título                          | Duración |  |
| 14.                         | «Bottle and a Beat»             | 3:40     |  |
| 15.                         | «Your Bed»                      | 3:40     |  |
| 16.                         | «Cinderblock Garden» (acústico) | 3:47     |  |

| Best Buy, HMV and Suburban Records edition bonus tracks |                                     |          |  |
| N.º                                                     | Título                              | Duración |  |
| 14.                                                     | «How the Story Ends»                | 3:25     |  |
| 15.                                                     | «Something's Gotta Give» (acústico) | 3:13     |  |

## Recepción

### Comentarios de la crítica
Branan Ranjanathan de Exclaim!, resaltó su descarada naturaleza formulaica, agregando que "hay breves momentos en los que la banda se suelta, y su habilidad para escribir canciones más pesadas se hace evidente, pero muchas canciones de este álbum, en especial hacia la segunda mitad, están producidas en exceso hasta el punto de que incluso los aspectos más destacados se ven opacados."

### Desempeño comercial
El álbum debutó en el número 2 del Billboard 200, vendiendo un total de 75,000 copias en su primera semana, convirtiéndose en la mejor posición conseguida por la banda en dicha lista. A su vez, el álbum fue el tercer número 1 en el conteo de Rock Albums y el primer número 1 en Vinyl Albums.
Future Hearts debutó en el número 1 del UK Albums Chart, en el puesto 4 del Australian Albums Chart y en el 7 del New Zealand Albums Chart.

## Personal
- Alex Gaskarth: voz, guitarra rítmica.
- Jack Barakat: guitarra líder.
- Zack Merrick: bajo, coro.
- Rian Dawson: batería, percusión.